# Dywergencja Jensena-Shannona
Dywergencja Jensena-Shannona – miara rozbieżności między dwoma rozkładami prawdopodobieństwa.

## Definicja
Miara opisana jest następującym wzorem:
{\displaystyle \mathrm {JSD} (p_{1},p_{2})=H(\pi _{1}p_{1}+\pi _{2}p_{2})-\pi _{1}H(p_{1})-\pi _{2}H(p_{2}),}
gdzie {\displaystyle \pi _{1}} i {\displaystyle \pi _{2}} oznaczają wagi, {\displaystyle p_{1}} i {\displaystyle p_{2}} oznaczają porównywane rozkłady, a {\displaystyle H} jest funkcją entropii Shannona.
W przypadku dwóch rozkładów opisujących zmienną losową {\displaystyle X} i równych wag {\displaystyle (\pi _{1}=\pi _{2}=0{,}5)} wzór na dywergencję Jensena-Shannona jest następujący:
{\displaystyle \mathrm {JSD} (p_{1},p_{2})={\frac {1}{2}}\sum _{x\in X}p_{1}(x)\log _{2}{\frac {p_{1}(x)}{{\frac {1}{2}}p_{1}(x)+{\frac {1}{2}}p_{2}(x)}}+{\frac {1}{2}}\sum _{x\in X}p_{2}(i)\log _{2}{\frac {p_{2}(x)}{{\frac {1}{2}}p_{1}(x)+{\frac {1}{2}}p_{2}(x)}},}
co oznacza, że dywergencję Jensena-Shannona można wyrazić jako średnią dywergencji Kullbacka-Leiblera {\displaystyle (KLD){:}}
{\displaystyle \mathrm {JSD} (p_{1},p_{2})={\frac {1}{2}}KLD(p_{1},m)+{\frac {1}{2}}KLD(p_{2},m),}
gdzie {\displaystyle m={\frac {1}{2}}p_{1}+{\frac {1}{2}}p_{2}}.

## Własności
Dywergencja Jensena-Shannona jest nieujemna i równa 0 w przypadku identyczności rozkładów.
W przeciwieństwie do wielu miar dywergencji rozkładów pozwalających porównywać dwa rozkłady, dywergencja Jensena-Shannona może być uogólniona na dowolną skończoną liczbę rozkładów.